# Thrypticomyia gizoensis
Thrypticomyia gizoensis är en tvåvingeart som först beskrevs av Alexander 1978.  Thrypticomyia gizoensis ingår i släktet Thrypticomyia och familjen småharkrankar. Inga underarter finns listade i Catalogue of Life.